# Fiona Fung
Fiona Fung (馮 chino tradicional 曦 妤; chino simplificado 冯 曦 妤; nacida el 14 de diciembre de 1983 en Guangdong, China), también conocida como Fung Hei-yu, es una cantante y letrista cantopop de Hong Kong.

## Carrera
A la edad de 16, Fung fue presentada por sus amigos en Hong Kong, al compositor Chan Kwong-wing. Luego comenzó su carrera trabajando detrás de los escenarios en uno de sus talleres de Chan. En el 2000, se incorporó a un estudio de grabación fundada por Chan, llamada Click Music. Desde entonces, Fung produjo más de 200 jingles publicitarios. También trabajó como corista y cantante de demostración para otros artistas, como productora vocal para películas como Infernal Affairs trilogy, Initial D, Daisy, The Warlords y several DreamWorks.
En 2003, Fung fue la encargada de interpretar una canción en inglés titulado "Proud of You" para un anuncio de bienes raíces, la canción fue posteriormente fue reeditada para la versión cantonesa del tema "My Pride", producida por Joey Yung, que fue lanzado en su álbum de 2003. Ella ha logrado obtener los elogios de la crítica por su éxito comercial. Fung también cantó otros temas musicales como "Shining Friends", para unas series de televisión de la red TVB titulado  "Hearts of Fencing" y "Find your love", la canción fue el tema de una secuela de las series como "Sunshine Heartbeat", "Proud of You" y "Shining Friends", que fueron incluidas en su álbum titulado "Magia TV". Otra canción escrita y cantada por ella, "Forever Friends", también fue incluido en su álbum "True Colors".
Fung se unió a la compañía musical de Sony Music en 2008, en la que debutó con su primer disco en solitario titlado "A Little Love". En 2010, lanzó su segundo álbum titulado "Sweet Melody".

## Discografía

### Álbumes
| Álbum # | Información                                                                     |
| ------- | ------------------------------------------------------------------------------- |
| 1.      | A Little Love - Lanzamiento: 20 de noviembre de 2008 - Discográfica: Sony Music |
| 2.      | Sweet Melody - Lanzamiento: 10 de junio de 2010 - Discográfica: Sony Music      |

### Sencillos
| Año  | Álbum         | Sencillo            | 903 | RTHK | 997 | TVB | MOOV |
| ---- | ------------- | ------------------- | --- | ---- | --- | --- | ---- |
| 2008 | A Little Love | 陽光‧雨             | 12  | 7    | -   | 3   | -    |
| 2008 | A Little Love | 幸運兒              | -   | 17   | 8   | 3   | -    |
| 2009 | Sweet Melody  | U Are My Everything | -   | 15   | 5   | 9   | -    |
| 2010 | Sweet Melody  | 如果…陽光           | 7   | 3    | 12  | ^   | -    |
| 2010 | Sweet Melody  | 遠視                | 7   | 3    | -   | ^   | -    |